# Mai Aizawa (futbolista)
Mai Aizawa (相澤 舞衣 Aizawa Mai?,  nacido el 10 de septiembre de 1980 en Mie) es una exfutbolista japonesa que jugaba como centrocampista.
Aizawa jugó 5 veces y marcó 4 goles para la selección femenina de fútbol de Japón entre 1999 y 2002. Aizawa fue elegida para integrar la selección nacional de Japón para los Copa Asiática femenina de la AFC de 1999 y Fútbol en los Juegos Asiáticos de 2002.

## Trayectoria

### Clubes
| Club                  | País  | Año         |
| --------------------- | ----- | ----------- |
| Speranza FC Takatsuki | Japón | 1999 - 2010 |

### Selección nacional
| Selección | País  | Año         |
| --------- | ----- | ----------- |
| Absoluta  | Japón | 1999 - 2002 |

## Estadística de equipo nacional
| Selección femenina de fútbol de Japón | Selección femenina de fútbol de Japón | Selección femenina de fútbol de Japón |
| Año                                   | Partidos                              | Goles                                 |
| ------------------------------------- | ------------------------------------- | ------------------------------------- |
| 1999                                  | 3                                     | 4                                     |
| 2000                                  | 0                                     | 0                                     |
| 2001                                  | 0                                     | 0                                     |
| 2002                                  | 2                                     | 0                                     |
| Total                                 | 5                                     | 4                                     |